# Exora
Exora is een geslacht van kevers uit de familie bladkevers (Chrysomelidae).
De wetenschappelijke naam van het geslacht werd in 1837 gepubliceerd door Louis Alexandre Auguste Chevrolat.

## Soorten
- Exora callanga Bechyne, 1956
- Exora cingulata Bechyne, 1956
- Exora costaricensis Bechyne, 1958
- Exora diversemaculata Bechyne, 1956
- Exora encaustica (Germar, 1824)
- Exora obsoleta (Fabricius, 1801)
- Exora olivacea (Fabricius, 1801)
- Exora paraensis Bechyne, 1958
- Exora rosenbergi (Bowditch, 1925)
- Exora rufa (Weise, 1921)
- Exora signifera (Bechyne, 1956)
- Exora tippmanni (Bechyne, 1956)
- Exora wittmeri (Bechyne, 1956)